# EMS (motorfiets)
EMS is een historisch Nederlands merk van motorfietsen.
EMS stond voor: Ele Mulder Special.
Dit was een zelfbouw-racemotor van de Haagse tweetakt-tuner en coureur Ele Mulder. De machine bestond uit een door Chris Zuiderwijk gebouwd frame en een Villiers-blokje van 125 cc. Mulder racete er in de jaren vijftig mee.